# Leova
Leova è una città della Moldavia, capoluogo dell'omonimo distretto di 7 443 abitanti al censimento del 2014.
È situata nell'argine sinistro di uno dei fiumi tributari del Danubio, il fiume Prut il quale delimita i confini tra la Romania e la Repubblica di Moldavia e dista 43 km dalla città rumena di Vaslui e 100 km dalla capitale Chișinău.

## Storia
La città è menzionata per la prima volta in un documento ufficiale nel 1489 col nome Târgul Sărății.